# Alhassan Yusuf
Alhassan Yusuf Abdullahi (* 18. Juli 2000 in Kano) ist ein nigerianischer Fußballspieler, der seit Sommer 2024 beim MLS-Club New England Revolution unter Vertrag steht.

## Karriere
Alhassan Yusuf entstammt der Jugendabteilung des FC Hearts Nigeria. Ende Juli 2018 unterzeichnete er seinen ersten professionellen Vertrag beim schwedischen Erstligisten IFK Göteborg, welcher eine Laufzeit von zwei Jahren mit Option auf zwei weitere Saisons besaß. Am 22. Oktober 2018 (26. Spieltag) debütierte er beim 2:0-Auswärtssieg gegen den IF Brommapojkarna, als er in der 93. Spielminute für Giorgi Charaischwili eingewechselt wurde. In der Saison 2018 bestritt er ein Ligaspiel. Bereits zu Beginn des folgenden Spieljahres 2019 etablierte er sich als Stammspieler im Mittelfeld. Am letzten Spieltag erzielte er beim 7:1-Heimsieg gegen den Östersunds FK seine ersten beiden Ligatore für die Blåvitt. In dieser Spielzeit absolvierte er 26 Ligaspiele, in denen ihm zwei Treffer und genauso viele Vorlagen gelangen. Aufgrund seiner guten Leistungen wurde er zum Newcomer des Jahres 2019 ausgezeichnet. In der nächsten Spielzeit 2020 kam er in 29 Ligaspielen zum Einsatz.
Mitte Juli 2021 wechselte er zum belgischen Erstdivisionär Royal Antwerpen und unterschrieb dort einen Vertrag mit einer Laufzeit von vier Jahren. In seiner ersten Saison bestritt er 32 von 40 möglichen Ligaspielen für Antwerpen, in den er drei Tore schoss, ein Pokalspiel und sechs Spiele in der Europa League einschließlich Qualifikation. In der nächsten Saison waren es 25 von 40 möglichen Ligaspielen sowie ein Pokalspiel und sechs Qualifikationsspiele zur Conference League. Infolge einer Muskelverletzung fiel er von Ende Dezember 2022 bis Mitte März 2023 aus und bestritt danach zur Wiedereingewöhnung zwei Spiele in der U23-Mannschaft in der 1. Division Amateure. Er beendete die Saison als belgischer Meister und Pokalsieger. In der nächsten Saison waren es 30 von 40 möglichen Ligaspielen, vier Pokalspiele, sieben Spiele im Europapokal mit einem geschossenen Tor und das gewonnene Spiel um den Supercup.
Im Januar 2024 wurde er erstmals in die nigerianische Nationalmannschaft berufen und debütierte dort unmittelbar vor dem Afrika-Cup bei einem Testspiel gegen Guinea. Beim anschließenden Afrika-Cup 2024 kam er in drei Spielen zum Einsatz, unter anderem bei der 1:2-Niederlage im Finale gegen die gastgebende Elfenbeinküste.
Im Sommer 2024 wechselte Yusuf in die MLS zu New England Revolution.

## Erfolge
Individuell
- Fotbollsallsvenskan Newcomer des Jahres: 2019

Im Verein
- Belgischer Meister: 2022/23 (Royal Antwerpen)
- Gewinner belgischer Pokal: 2022/23
- Gewinner belgischer Supercup: 2023